# Arturo Ferrara (imprenditore)
Arturo Ferrara (Robbio, 23 novembre 1914 – Robbio, 8 ottobre 2009) è stato un imprenditore e inventore italiano.

## Biografia

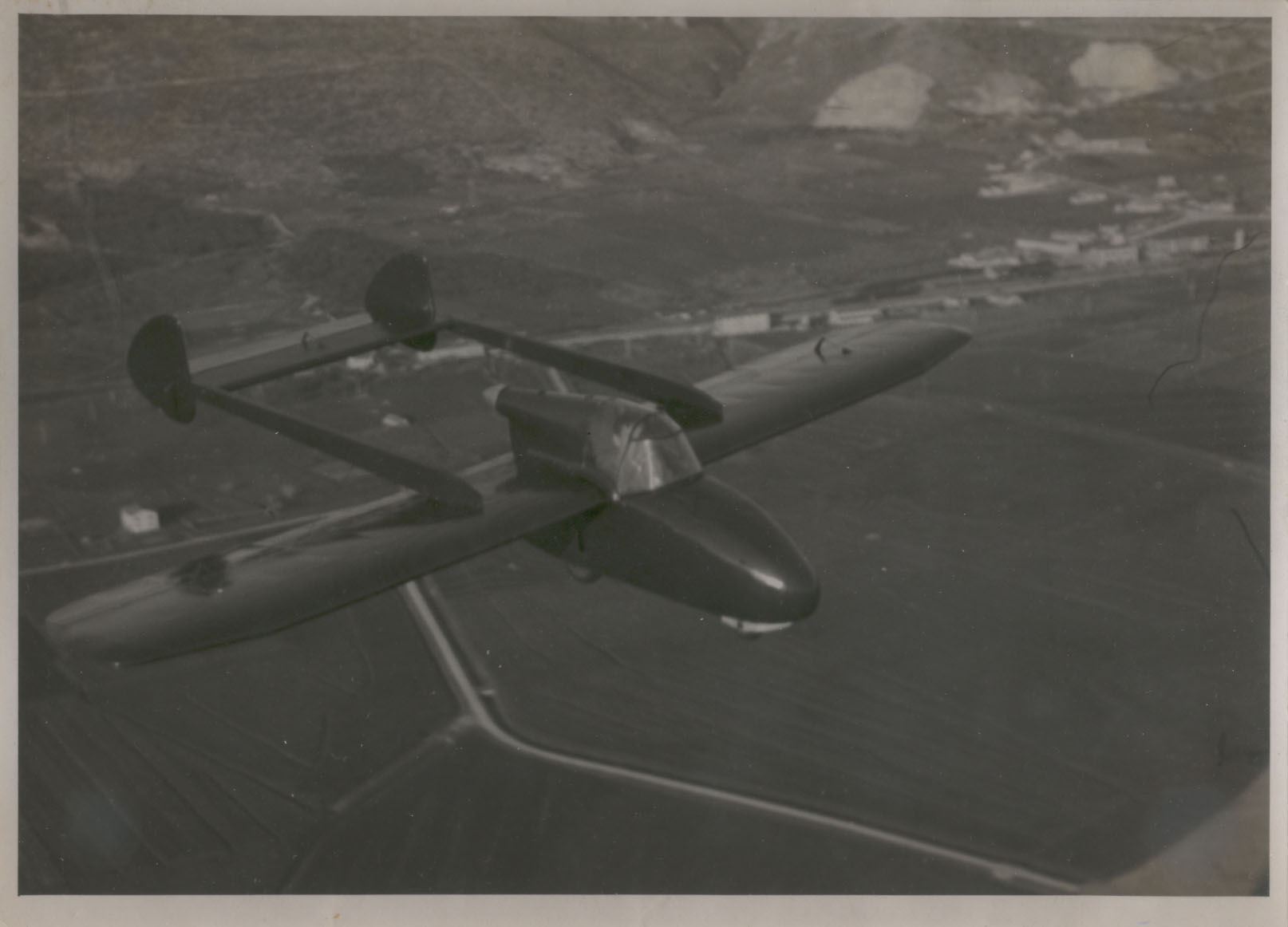
Foto scattata da Ferrara e apparsa sulla rivista "L'Ala d'Italia" del giugno 1943

Nasce a Robbio. Si diplomò Perito Aeronautico all'Istituto OMAR di Novara e lavorò due anni a Montecatini e a Massa Marittima.
Lavorò poi alla Savoia-Marchetti. Proprio in questa ditta si stava lavorando alla realizzazione di un aereo più veloce del Supermarine Spitfire e grazie a Ferrara si riuscì a finirlo. L'anno dopo passò alla Breda. A metà del 1936 viene trasferito a Napoli alla IMAM, che faceva parte della Breda. Divenne così disegnatore dell'ufficio tecnico. Con l'ingegner Pietro Callerio e Giovanni Galasso, si stava preparando l'IMAM Ro.41. Con l'8 settembre 1943 si trovava a Milano per lavoro e l'ingegner Vallerani non lo lasciò più tornare a Napoli e allora lavorò all'Ufficio Tecnico di Breda. Quando lavorò a Napoli, Guidonia e alla Breda aiutò Adriano Mantelli a disegnare il suo A.M.6. Dopo collaborò con la Boeing. In seguito rifiutò una proposta di lavoro negli Stati Uniti.
Dopo essersi sposato il 6 ottobre 1948 crea la "Ready", azienda attiva nel campo dei frigoriferi. Nel 1951 viene acquistata dalla Philco. Nel 1955 crea la AZP che qualche mese dopo acquisisce il nome di O.L.S. Ferrara è stato anche tra i principali artefici dell'IMAM Ro.58, di cui Ferrara era a fianco a Mantelli per le prove a Guidonia nella seconda metà del 1942.
Ferrara muore nel 2009 nella sua casa di Robbio.

## Riconoscimenti
Nel giugno 2003 Arturo Ferrara è insignito dell'Alfiere Robbiese, premio istituito dalla Pro Loco di Robbio per premiare coloro che si sono distinti particolarmente nella loro vita per aver portato in alto il nome di Robbio in tutto il mondo. Ferrara fu sempre particolarmente legato alla sua città natale e, a margine della premiazione per l'Alfiere Robbiese ha affermato che “Non sono mai andato via da Robbio perché per me Robbio è il posto più bello del mondo”.
Il 6 dicembre 2009, al Teatro Fraschini di Pavia, la Camera di Commercio di Pavia, nel corso della manifestazione di consegna dei premi per i Benemeriti del Lavoro ha insignito Arturo Ferrara del premio alla memoria “Una vita per…” che è stato ritirato dalla moglie Severina Zorzoli.